# ФК Фола Еш
„Фола“ (на френски: Cercle Sportif Fola Esch) е футболен клуб от град Еш сюр Алзет, Люксембург.
Понастоящем се състезава в шампионата на страната по футбол. Клубът е основан през 1906 година, домашните мачове играе на стадион „Емил Майриш“ с вместимост 3900 зрители. „Фола“ е шесткратен шампион на Люксембург и трикратен носител на националната купа.

## Успехи
- Шампионат на Люксембург по футбол
  -  Шампион (7): 1917 – 18, 1919 – 20, 1921 – 22, 1923 – 24, 1929 – 30, 2012 – 13, 2020 - 21
  -  Вицешампион (11): 1916 – 17, 1918 – 19, 1920 – 21, 1928 – 29, 1948 – 49, 1953 – 54, 1954 – 55, 2010 – 11, 2013 – 14, 2015 – 16, 2018 – 19
  -  Бронзов медал (2): 1915 – 16, 2017 – 18
- Купа на Люксембург по футбол
  -  Носител (3): 1922 – 23, 1923 – 24, 1954 – 55.
  -  Финалист (2): 1972 – 73, 2016 – 17

## „Фола“ в еврокупите
- Данните са до 10 юли 2013 година
- Домашните срещи са отбелязани с получер шрифт

| Сезон   | Турнир                     | Кръг | Съперник             | 1 мач | 2 мач |
| ------- | -------------------------- | ---- | -------------------- | ----- | ----- |
| 1973/74 | Купа на Носителите на Купи | 1 Р  | „Берое“ Стара-Загора | 0:7   | 1:4   |
| 2011/12 | Лига Европа                | 1Q   | „Елфсборг“ Борас     | 0:4   | 1:1   |
| 2013/14 | Шампионска лига            | 2Q   | „Динамо“ Загреб      | 0:5   | 0:1   |

## Известни играчи
- Лион Март
- Алия Бешич
- Луи Пило
- Себастиян Реми
- Еди Шмит
- Жеф Щрасер
- Мустафа Хаджи